# Jagdliteratur
Die Jagdliteratur sind gedruckte und handgeschriebene Schriften jeglicher Art mit Bezug zur Jagd.

## Geschichte

### Antike
Die ersten jagdlichen Schilderungen finden sich bereits in den Werken römischer und griechischer Schriftsteller. Autoren der Römer waren beispielsweise Tacitus, Grattius, Oppian, Nemesian und Plinius. Zu den griechischen Schriftstellern gehört Xenophon. In seinem Buch Kynegetikos finden sich zahlreiche Hinweise für das Verhalten des Jägers, Abläufe der Jagd (insbesondere auf Hasen) sowie zur Züchtung und Abrichtung von Jagdhunden.

### Mittelalter
In Frankreich wird gegen Ende des 13. Jahrhunderts in dem Lehrgedicht La chace dou cerf, auch La chasse du cerf die Parforcejagd auf Rotwild in 522 Versen geschildert.
1486 erschien von Henri de Ferrières das erste, in französischer Sprache gedruckte Buch Le livre du Roy Modus et de la reigne Ratio (Das Jagdbuch von König Modus und Königin Ratio), das als erstes Jagdbuch 56 Miniaturen enthielt. Ende des 15. Jahrhunderts erschien von Gaston Phoebus das reich bebilderte Jagdbuch Le livre de la chasse…. Weitere Autoren sind beispielsweise Hardouin de Fontaine-Guerin mit Tresor de Venerie 1394. Das aus dem frühen 15. Jahrhundert stammende Stundenbuch Très Riches Heures des Herzogs Johann von Berry, gehört zu den bekanntesten Illustrationen des Mittelalters. Unter den kunstvoll gestalteten Kalenderminiaturen des Stundenbuchs befinden sich auch Kalenderblätter, die sich auf die höfische Jagd im ausgehenden Mittelalter beziehen. Im Jahr 1492 wird eine Falkenhandschrift von Guillaume Tardiff gedruckt. 1519 gibt es ein Werk über Jagd und Beize von Acquaviva, 1590 das New Jägerbuch… von Jacoben von Fouilloux. Die erste umfassende Dokumentation über europäische Jagdhunde, The Master of Game, verfasste in England der Duke of York im Jahr 1413. Es folgten Bücher von Sigmund Feyerabend im Jahr 1582 und Charles d'Arcussia de Capre Falconaria im Jahr 1598, dessen 5. Auflage 1608 in Frankfurt a. M. in deutscher Sprache erschien.
Die ältesten schriftlichen Spuren deutschen Waidwerkes sind vermutlich die Hexameter von Angilbert von 740 bis 814. Dieser schilderte die „Große Sauhatz“ Karls des Großen, in dem dieser vor allem das waidmännische Zerwirken des Wildes schildert. Im Epos Parzival von Wolfram von Eschenbach um 1210 finden sich jagdliche Beschreibungen. Der noch ins 13. Jahrhundert gehörende Traktat De arte Bersandi von einem deutschen Ritter namens Guicennans behandelt die Jagd#Einzeljagd. Bekannt ist auch das um 1241 entstandene Werk über die Falknerei von Kaiser Friedrich II.: De arte venandi cum avibus (Über die Kunst mit Vögeln zu jagen), ein sechsbändiges Werk dessen Original bei der Belagerung von Parma 1248 verloren ging, erstmals 1596 erschienen und 1756 von Eberhard Pacius ins Deutsche übersetzt. Nach Kurt Lindner wurden zwischen 1480 und 1850 ca. 1200 spezielle Jagdbücher im deutschsprachigen Raum publiziert.

### Neuzeit
Werke zur Jagd, die noch heute Bedeutung besitzen, sind z. B. Der vollkommene teutsche Jäger, 1719/24 von Johann Friedrich von Flemming und Heinrich Wilhelm Döbel Eröffnete Jäger-Practica oder vollständige Anweisung zur hohen und niederen Jagdwissenschaft, 1746. Während die Werke der älteren Jagdautoren noch viel Aberglauben enthalten, werden seit dem ausgehenden 18. Jahrhundert mehr wissenschaftliche Werke aufgelegt, z. B. Johann Matthäus Bechstein Vollständiges Handbuch der Jagdwissenschaft in fünf Bänden (1801 bis 1822), Carl Emil Diezel „Erfahrungen aus dem Gebiete der Nieder-Jagd“, 1849 oder Oskar von Riesenthal Das Weidwerk, Handbuch der Naturgeschichte, Jagd und Hege aller in Mitteleuropa jagdbaren Tiere, 1880. Auch Wörterbücher zur Jägerei und Jagdlexika erscheinen zunehmend, z. B. Karl von Train „Vollständiges Wörterbuch der gesamten Jagdwissenschaft“, 1838 und Raoul von Dombrowski u. a. Allgemeine Encyklopädie der gesamten Forst- und Jagdwissenschaften in acht Bänden (1886–1894). Wichtig bis heute sind Hegewald: Der Gebrauchshund zur Jagd, 1881 und Ferdinand Freiherr von Raesfeld: Das Rotwild, 1899, Das Rehwild, 1906. Weitere Autoren sind Hegendorf, Oberländer, Walter Frevert, Erhard Ueckermann, Egon Wagenknecht, Fritz Nüßlein, Richard Blase und Herbert Krebs.